# HK CSKA Moscou
Le  HK CSKA Moscou (en russe Хоккейный клуб ЦСКА Москва, Центральный Спортивный Клуб Армии, Club sportif central de l'armée) est la section hockey sur glace du club omnisports. Basée dans la ville de Moscou en Russie, elle est l'équipe la plus titrée de l'histoire de l'Union soviétique.

## Histoire

### Historique du temps de l'URSS
L'équipe est fondée lors de la création du championnat d'URSS de hockey en 1946 sous le nom de CDKA (ЦДКА). Ce premier championnat regroupe alors 9 équipes dont des équipes de l'Armée rouge : le CDKA – le club club sportif central de l'armée – le VVS MVO Moscou – club de l'armée de l'air – et également deux équipes d'officiers de l'armée – les Dom ofitserov. Des équipes des milices soviétiques sont également engagées, ce sont les équipes nommées Dynamo. Pour la première édition, trois poules de quatre équipes sont mises en place et chaque équipe joue trois matchs. Le CDKA va finir à la première place de sa poule devant le VVS de Vassili Staline, le fils de Joseph Staline, et va pouvoir jouer la poule finale avec le Spartak Moscou et le Dynamo Moscou. Le CDKA gagne son ticket pour la phase finale en battant le VVS sur la marque de 5 buts à 3. Lors de la phase finale, chaque équipe va gagner deux matchs en perdre deux et finalement c'est Arkadi Tchernychev et son équipe du Dynamo qui remporte le premier titre de champion à la différence de buts : le Dynamo affiche 10 buts pour et 6 contre, le CDKA 5 pour et 6 contre tandis que le Spartak en compte 4 pour et 7 contre. Lors de cette première saison, le CDKA va faire jouer plusieurs joueurs de l'équipe de football du club comme Vsevolod Bobrov, futur vedette internationale.
Pour la seconde saison d'URSS de hockey, Anatoli Tarassov du VVS rejoint le CDKA après s'être fâché avec Vassili Staline. Aux côtés de Bobrov et de ses 52 buts, Tarassov, qui évolue comme joueur mais également comme entraîneur de l'équipe, va conduire le CDKA a son premier titre de champion d'URSS. L'équipe compte alors une différence de buts de +83 contre +57 pour le second du classement, le Spartak. L'équipe remporte par la suite un second titre en 1949 puis un troisième en 1950 même si le titre de 1950 est plus compliqué à obtenir.
En effet, depuis quelques années, le président du VVS a pris pour habitude de renforcer son équipe avec les meilleurs joueurs des équipes adverses et après avoir volé la première ligne du Spartak en 1948, il jette son dévolu sur celle du CDKA après le second titre de 1949. C'est ainsi Bobrov et Viktor Chouvalov qui sont « invités » à changer d'équipe pour la saison 1949-50. Cette saison marque tout de même les débuts des défenseurs Nikolaï Sologoubov et de Dmitri Oukolov dans l'effectif de l'équipe.
Pour la saison suivante, le président du VVS va prendre un nouveau joueur du CDKA pour enrichir son effectif et c'est au tour du gardien de but de l'équipe, Grigory Mkrtychan, de rejoindre l'équipe. Le CDKA finit alors à la quatrième place du classement et va devoir attendre jusqu'à la fin de la saison 1952-53 pour pouvoir revenir sur les devants de la scène : le VVS est dissous à la suite du décès de Joseph Staline et Bobrov peut revenir dans son équipe. L'équipe finit à la seconde place du classement de la saison mais va remporter sa première Coupe d'URSS en battant le Krylia Sovetov Moscou. Cette année-là, l'équipe qui se nomme alors LRCDAS va également décrocher le record de son histoire pour la plus grande différence de buts en venant battre le Spartak 23 à 0.
L'année 1955 va voir le CSK MO — nouvelle appellation du club — devenir le club titré de l'Union soviétique grâce à son quatrième titre de champion du pays et en même temps le club réalise le doublé en venant également remporter la Coupe aux dépens du Dynamo Moscou. Le club compte alors dans ses rangs les joueurs suivants : Grigory Mkrtychan, Nikolaï Poutchkov, Aleksandr Vinogradov, Pavel Sidorenkov, Nikolaï Sologoubov, Ivan Tregoubov, Dmitri Oukolov, Evgueni Babich, Iouri Baouline, Vsevolod Bobrov, Vladimir Brounov, Aleksandr Komarov, Iouri Kopylov, Konstantin Loktev, Iouri Pantioukhov, Aleksandr Tcherepanov, Viktor Chouvalov et toujours avec Tarassov en tant qu'entraîneur. Tcherepanov finit meilleur buteur de la Coupe avec 8 réalisations.
La saison 1955-1956 va être encore plus impressionnante de la part du CSK MO puisque l'équipe remporte l'intégralité des 28 matchs joués dans la saison ainsi que les 4 matchs de la Coupe pour un nouveau doublé coupe-championnat.

### Historique en Russie
Il a évolué en Superliga. Le premier joueur étranger du club est le Yougoslave Ivan Prokic qui ne dispute que sept matchs en 1994-1995. En 2008, un nouveau championnat de hockey est mis en place entre des équipes d'Eurasie : la Ligue continentale de hockey, également appelée Kontinentalnaïa Hokkeïnaïa Liga ou par l'acronyme KHL. La KHL regroupe des équipes de Russie, du Kazakhstan, de Biélorussie et de Lettonie et a pour but de concurrencer la Ligue nationale de hockey. Viatcheslav Bykov est l'entraîneur de l'équipe. Elle s'incline en quart de finale de la Coupe Gagarine contre le Dynamo Moscou. En 2009, Sergueï Nemtchinov est nommé à la tête de l'équipe. Sergueï Chirokov, le meilleur pointeur de l'équipe décide d'aller tenter sa chance en Amérique du Nord. Son dauphin Oleg Saprykine et le capitaine Vadim Iepantchintsev passent au Dynamo alors que Iakov Rylov fait le chemin inverse. Mikhaïl Pachnine premier joueur de l'histoire de la Ligue continentale de hockey à être choisi au cours du repêchage d'entrée intègre les lignes arrières. Le défenseur Konstantin Korneïev est nommé capitaine. Au mois de novembre, le CSKA fait revenir Nikita Filatov des Blue Jackets de Columbus et Albert Lechtchiov. Le président du CSKA Viatcheslav Fetissov rechausse les patins à l'âge de 51 ans. Onze ans après sa retraite sportive, ce membre du Club Triple Or fait son retour au jeu aux côtés de Korneïev. Il joue huit minutes contre le SKA Saint-Pétersbourg. Fetissov décide néanmoins le lendemain de cette défaite 3-2 est le dernier match de sa carrière. L'effectif de l'équipe est jeune et peu expérimenté, et l'équipe est classée en milieu de tableau de la conférence Ouest. Fetissov réalise des échanges importants durant le mois de janvier. Le défenseur offensif Denis Kouliach et le centre Piotr Stchastlivy sont ainsi échangés contre de jeunes espoirs russes.

### Appellation du club
- 1946 — CDKA (ЦДКА )
- 1952 — LRCDAS (ЦДСА)
- 1955 — CSK MO (ЦСК МО)
- 1960 — CSKA (ЦСКА)

### Les logos

Ancien logo du CSKA Moscou
Ancien logo de 2008 à 2009
Ancien logo de 2009 à 2012
Logo actuel

## Palmarès
Le CSKA Moscou possède le palmarès le plus étendu de l'histoire du hockey sur glace soviétique et russe avec 32 titres nationaux et 20 victoires en Coupe d'Europe.

### Palmarès national

#### Championnat d'URSS
- Vainqueur du Championnat d'URSS : 1948, 1949, 1950, 1955, 1956, 1958, 1959, 1960, 1961, 1963, 1964, 1965, 1966, 1968, 1970, 1971, 1972, 1973, 1975, 1977, 1978, 1979, 1980, 1981, 1982, 1983, 1984, 1985, 1986, 1987, 1988, 1989

#### Coupe d'URSS
- Vainqueur de la Coupe d'URSS : 1954, 1955, 1956, 1961, 1966, 1967, 1968, 1969, 1973, 1974, 1975, 1976, 1977, 1979, 1988

#### Ligue continentale de hockey (KHL)
- Vainqueur de la Coupe Gagarine : 2019, 2022, 2023

#### Ligue junior de hockey (MHL)
- Coupe Kharlamov : 2011.
- Coupe du monde junior des clubs : 2011.

### Palmarès international

#### Coupe d'Europe des clubs champions
- Vainqueur : 1968-1969, 1969-1970, 1970-1971, 1971-1972, 1972-1973, 1973-1974, 1975-1976, 1977-1978, 1978-1979, 1979-1980, 1980-1981, 1981-1982, 1982-1983, 1983-1984, 1984-1985, 1985-1986, 1986-1987, 1987-1988, 1988-1989, 1989-1990

#### Coupe Spengler
- Vainqueur : 1991

## Statistiques

### Saisons dans le championnat soviétique
| Saison    | PJ | V  | D  | N  | BP  | BC  | Pts | Classement | Séries éliminatoires                                                                    |
| --------- | -- | -- | -- | -- | --- | --- | --- | ---------- | --------------------------------------------------------------------------------------- |
| 1946-1947 | 7  | 4  | 2  | 1  | 16  | 11  | 9   | 2e/12      | Pas de séries éliminatoires                                                             |
| 1947-1948 | 18 | 16 | 1  | 1  | 128 | 25  | 33  | 1er/10     | Pas de séries éliminatoires                                                             |
| 1948-1949 | 18 | 15 | 1  | 2  | 80  | 29  | 32  | 1er/10     | Pas de séries éliminatoires                                                             |
| 1949-1950 | 22 | 19 | 2  | 1  | 122 | 32  | 39  | 1er/12     | Pas de séries éliminatoires                                                             |
| 1950-1951 | 15 | 9  | 5  | 1  | 69  | 43  | 19  | 4e/12      | Pas de séries éliminatoires                                                             |
| 1951-1952 | 16 | 13 | 2  | 1  | 83  | 28  | 20  | 2e/12      | Finaliste VVS MVO Moscou 3-2                                                            |
| 1952-1953 | 20 | 16 | 2  | 2  | 150 | 40  | 34  | 2e/17      | Pas de séries éliminatoires                                                             |
| 1953-1954 | 16 | 13 | 2  | 1  | 140 | 26  | 27  | 2e/9       | Pas de séries éliminatoires                                                             |
| 1954-1955 | 18 | 17 | 1  | 0  | 142 | 16  | 34  | 1er/10     | Pas de séries éliminatoires                                                             |
| 1955-1956 | 28 | 28 | 0  | 0  | 217 | 29  | 56  | 1er/15     | Pas de séries éliminatoires                                                             |
| 1956-1957 | 30 | 28 | 1  | 1  | 223 | 37  | 57  | 2e/16      | Pas de séries éliminatoires                                                             |
| 1957-1958 | 34 | 30 | 2  | 2  | 230 | 66  | 62  | 1er/16     | Pas de séries éliminatoires                                                             |
| 1958-1959 | 27 | 20 | 3  | 4  | 163 | 49  | 44  | 1er/10     | Pas de séries éliminatoires                                                             |
| 1959-1960 | 25 | 19 | 5  | 1  | 109 | 66  | 39  | 1er/6      | Vainqueur Kirovets Leningrad 3-1 Torpedo Gorki 2-1 Krylia Sovetov 2-0 Dinamo Moscou 3-0 |
| 1960-1961 | 31 | 22 | 8  | 1  | 162 | 66  | 45  | 1er/19     | Pas de séries éliminatoires                                                             |
| 1961-1962 | 38 | 30 | 5  | 3  | 240 | 105 | 63  | 3e/20      | Pas de séries éliminatoires                                                             |
| 1962-1963 | 19 | 16 | 3  | 0  | 135 | 53  | 32  | 1er/20     | Pas de séries éliminatoires                                                             |
| 1963-1964 | 36 | 32 | 3  | 1  | 246 | 84  | 65  | 1er/10     | Pas de séries éliminatoires                                                             |
| 1964-1965 | 36 | 33 | 1  | 2  | 219 | 39  | 68  | 1er/10     | Pas de séries éliminatoires                                                             |
| 1965-1966 | 36 | 32 | 2  | 2  | 239 | 70  | 66  | 1er/10     | Pas de séries éliminatoires                                                             |
| 1966-1967 | 44 | 35 | 5  | 4  | 283 | 120 | 74  | 2e/12      | Pas de séries éliminatoires                                                             |
| 1967-1968 | 44 | 39 | 1  | 4  | 278 | 90  | 82  | 2e/12      | Pas de séries éliminatoires                                                             |
| 1968-1969 | 52 | 40 | 10 | 2  | 313 | 136 | 85  | 2e/12      | Pas de séries éliminatoires                                                             |
| 1969-1970 | 44 | 39 | 4  | 1  | 321 | 121 | 79  | 1er/12     | Pas de séries éliminatoires                                                             |
| 1970-1971 | 40 | 32 | 7  | 1  | 243 | 95  | 65  | 1er/9      | Pas de séries éliminatoires                                                             |
| 1971-1972 | 32 | 27 | 2  | 3  | 202 | 94  | 57  | 1er/9      | Pas de séries éliminatoires                                                             |
| 1972-1973 | 32 | 26 | 4  | 2  | 204 | 102 | 54  | 1er/9      | Pas de séries éliminatoires                                                             |
| 1973-1974 | 32 | 18 | 10 | 4  | 153 | 121 | 40  | 2e/9       | Pas de séries éliminatoires                                                             |
| 1974-1975 | 36 | 25 | 8  | 3  | 196 | 122 | 53  | 1er/10     | Pas de séries éliminatoires                                                             |
| 1975-1976 | 36 | 22 | 10 | 4  | 188 | 116 | 48  | 2e/10      | Pas de séries éliminatoires                                                             |
| 1976-1977 | 36 | 28 | 7  | 1  | 220 | 113 | 72  | 1er/10     | Pas de séries éliminatoires                                                             |
| 1977-1978 | 36 | 28 | 5  | 3  | 215 | 109 | 59  | 1er/10     | Pas de séries éliminatoires                                                             |
| 1978-1979 | 44 | 35 | 7  | 2  | 277 | 131 | 72  | 1er/12     | Pas de séries éliminatoires                                                             |
| 1979-1980 | 44 | 39 | 3  | 2  | 306 | 118 | 80  | 1er/12     | Pas de séries éliminatoires                                                             |
| 1980-1981 | 49 | 40 | 3  | 6  | 299 | 113 | 86  | 1er/12     | Pas de séries éliminatoires                                                             |
| 1981-1982 | 47 | 40 | 4  | 3  | 269 | 91  | 83  | 1er/12     | Pas de séries éliminatoires                                                             |
| 1982-1983 | 44 | 40 | 3  | 1  | 261 | 73  | 81  | 1er/12     | Pas de séries éliminatoires                                                             |
| 1983-1984 | 44 | 43 | 1  | 0  | 286 | 80  | 86  | 1er/12     | Pas de séries éliminatoires                                                             |
| 1984-1985 | 40 | 31 | 3  | 6  | 221 | 95  | 68  | 1er/12     | Pas de séries éliminatoires                                                             |
| 1985-1986 | 40 | 32 | 3  | 5  | 219 | 79  | 69  | 1er/10     | Pas de séries éliminatoires                                                             |
| 1986-1987 | 40 | 36 | 2  | 2  | 223 | 80  | 74  | 1er/10     | Pas de séries éliminatoires                                                             |
| 1987-1988 | 44 | 32 | 5  | 7  | 230 | 111 | 71  | 1er/10     | Vainqueur Krylia Sovetov 3-0 Dinamo Riga 3-1                                            |
| 1988-1989 | 36 | 23 | 8  | 5  | 165 | 100 | 61  | 1er/14     | Pas de séries éliminatoires                                                             |
| 1989-1990 | 48 | 33 | 9  | 6  | 200 | 106 | 72  | 2e/10      | Pas de séries éliminatoires                                                             |
| 1990-1991 | 46 | 24 | 9  | 13 | 168 | 117 | 61  | 4e/10      | Pas de séries éliminatoires                                                             |
| 1991-1992 | 30 | 21 | 7  | 1  | 123 | 75  | 44  | 2e/10      | Finaliste Khimik Voskressensk 3-0 Dinamo Moscou 0-3                                     |

### Saisons en LIH
| Saison    | PJ | V  | D  | N | BP  | BC  | Pts | Classement | Séries éliminatoires        |
| --------- | -- | -- | -- | - | --- | --- | --- | ---------- | --------------------------- |
| 1992-1993 | 42 | 7  | 28 | 7 | 92  | 136 | 21  | 23e/24     | Non qualifié                |
| 1993-1994 | 45 | 21 | 20 | 5 | 92  | 136 | 47  | 14e/24     | Salavat Ioulaïev Oufa 2-1   |
| 1994-1995 | 52 | 25 | 20 | 7 | 158 | 114 | 57  | 10e/24     | Metallourg Magnitogorsk 2-0 |
| 1995-1996 | 26 | 8  | 13 | 5 | 64  | 72  | 21  | 15e/28     | Non qualifié                |

### Saisons en Superliga
| Saison    | PJ | V  | VP | D  | N | DP | BP  | BC  | Pts | Classement                | Séries éliminatoires                                                       |
| --------- | -- | -- | -- | -- | - | -- | --- | --- | --- | ------------------------- | -------------------------------------------------------------------------- |
| 1996-1997 | 26 | 12 | -  | 7  | 5 | -  | 58  | 58  | 29  | 3e/13 de la poule Ouest   | 13e/20 place de la poule finale                                            |
| 1997-1998 | 26 | 6  | -  | 17 | 3 | -  | 44  | 84  | 15  | 12e/14 de la poule Ouest  | 6e/12 place de la poule de promotion/relégation · Relégué en Vyschaïa Liga |
| 1998-1999 | 36 | 19 | -  | 14 | 3 | -  | 153 | 87  | 41  | 5e/10 de la Vyschaïa Liga | 11e/12 de la poule de promotion                                            |
| 1999-2000 | 44 | 21 | 1  | 19 | 3 | 0  | 198 | 147 | 68  | 6e/12 de la zone Ouest    | Non qualifié                                                               |
| 2000-2001 | 44 | 17 | 1  | 18 | 6 | 2  | 144 | 129 | 61  | 6e/12 de la zone Ouest    | Non qualifié                                                               |
| 2001-2002 | 56 | 39 | 1  | 10 | 4 | 2  | 259 | 116 | 125 | 1e/15 de la zone Ouest    | 2e de la poule finale de la Vyschaïa Liga · Promu en Superliga             |
| 2002-2003 | 51 | 20 | 0  | 22 | 6 | 3  | 123 | 119 | 67  | 10e/18                    | Non qualifié                                                               |
| 2003-2004 | 60 | 21 | 4  | 29 | 6 | 0  | 127 | 149 | 77  | 10e/16                    | Non qualifié                                                               |
| 2004-2005 | 60 | 21 | 3  | 24 | 9 | 3  | 156 | 147 | 81  | 10e/16                    | Non qualifié                                                               |
| 2005-2006 | 51 | 25 | 0  | 17 | 8 | 1  | 84  | 153 | 128 | 5e/18                     | Severstal Tcherepovets 3-1 Avangard Omsk 3-0                               |
| 2006-2007 | 54 | 27 | 1  | 20 | 4 | 2  | 153 | 139 | 89  | 4e/19                     | Lada Togliatti 3-0 Salavat Ioulaïev Oufa 3-2 Ak Bars Kazan 3-2             |
| 2007-2008 | 57 | 30 | 6  | 15 | - | 6  | 190 | 139 | 108 | 5e/20                     | Traktor Tcheliabinsk 3-0 Ak Bars Kazan 3-0                                 |

### Saisons en KHL
| Saison    | PJ | V  | VP | VTB | D  | DP | DTB | BP  | BC  | Pts | Classement | Séries éliminatoires |
| --------- | -- | -- | -- | --- | -- | -- | --- | --- | --- | --- | ---------- | --- |
| 2008-2009 | 56 | 27 | 4  | 3   | 11 | 4  | 7   | 176 | 141 | 106 | 4e/24      | Lada Togliatti 3-2 (huitième de finale) Dinamo Moscou 0-3 (quart de finale)                                                                                             |
| 2009-2010 | 56 | 22 | 3  | 5   | 21 | 1  | 4   | 148 | 135 | 87  | 12e/24     | HK MVD 0-3 (huitième de finale) |
| 2010-2011 | 54 | 13 | 0  | 7   | 28 | 2  | 4   | 136 | 169 | 59  | 19e/23     | Non qualifié |
| 2011-2012 | 54 | 18 | 3  | 0   | 25 | 0  | 7   | 119 | 129 | 70  | 18e/23     | SKA Saint-Pétersbourg 4-0 (huitième de finale) |
| 2012-2013 | 52 | 23 | 5  | 8   | 15 | 0  | 1   | 151 | 109 | 96  | 6e/26      | HC Lev Prague 4-0 (huitième de finale) HK Dinamo Moscou 1-4 (quart de finale)                                                                                           |
| 2013-2014 | 54 | 25 | 2  | 5   | 20 | 1  | 1   | 130 | 118 | 91  | 12e/28     | SKA Saint-Pétersbourg 0-4 (huitième de finale) |
| 2014-2015 | 60 | 39 | 4  | 6   | 1  | 9  | 1   | 207 | 98  | 139 | 1er/28     | HK Sotchi 4-0 (huitième de finale) Jokerit 4-1 (quart de finale) SKA Saint-Pétersbourg 3-4 (demi-finale)                                                                |
| 2015-2016 | 60 | 38 | 2  | 3   | 14 | 1  | 2   | 163 | 87  | 127 | 1e/28      | HC Slovan Bratislava 4-0 (huitième de finale) Torpedo Nijni Novgorod 4-1 (quart de finale) SKA Saint-Pétersbourg 4-0 (demi-finale) Metallourg Magnitogorsk 3-4 (finale) |
| 2016-2017 | 60 | 41 | 2  | 1   | 8  | 1  | 7   | 183 | 110 | 137 | 1e/29      | Jokerit 4-0 (huitième de finale) Lokomotiv Iaroslavl 2-4 (quart de finale)                                                                                              |
| 2017-2018 | 56 | 35 | 5  | 4   | 11 | 1  | 0   | 175 | 89  | 124 | 2e/27      | HK Spartak Moscou 4-0 (huitième de finale) Jokerit Helsinki 4-2 (quart de finale) SKA Saint-Pétersbourg 4-2 (demi-finale) Ak Bars Kazan 1-4 (finale)                    |
| 2018-2019 | 62 | 43 | 5  | 5   | 9  | 0  | 0   | 191 | 75  | 106 | e/25       | HK Vitiaz 4-0 (huitième de finale) HK Dinamo Moscou 4-1 (quart de finale) SKA Saint-Pétersbourg 4-3 (demi-finale) Avangard Omsk 4-0 (finale)                            |
| 2019-2020 | 62 | 40 | 3  | 2   | 13 | 3  | 1   | 202 | 99  | 94  | 1e/24      | Torpedo Nijni Novgorod 4-0 (huitième de finale) · Non disputé HK Dinamo Moscou (quart de finale)                                                                        |
| 2020-2021 | 60 | 34 | 5  | 4   | 12 | 3  | 2   | 182 | 121 | 91  | 1e/23      | HK Spartak Moscou 4-0 (huitième de finale) Lokomotiv Iaroslavl 4-3 (quart de finale) SKA Saint-Pétersbourg 4-2 (demi-finale) Avangard Omsk 2-4 (finale)                 |
| 2021-2022 | 47 | 18 | 8  | 3   | 13 | 4  | 1   | 120 | 107 | 63  | 7e/24      | Lokomotiv Iaroslavl 4-0 (huitième de finale) HK Dinamo Moscou 4-0 (quart de finale) SKA Saint-Pétersbourg 4-3 (demi-finale) Metallourg Magnitogorsk 4-3 (finale)        |
| 2022-2023 | 68 | 33 | 8  | 2   | 17 | 5  | 3   | 214 | 162 | 94  | 2e/22      | Severstal Tcherepovets 4-3 (huitième de finale) Lokomotiv Iaroslavl 4-3 (quart de finale) SKA Saint-Pétersbourg 4-2 (demi-finale) Ak Bars Kazan 4-3 (finale)            |
| 2023-2024 | 68 | 30 | 3  | 1   | 26 | 7  | 1   | 193 | 166 | 76  | 13e/23     | Lokomotiv Iaroslavl 1-4 (huitième de finale) |
| 2024-2025 | 68 | 30 | 3  | 5   | 21 | 6  | 3   | 194 | 170 | 85  | 11e/23     | HK Dinamo Minsk 2-4 (huitième de finale) |

## Entraîneurs
| Année                    | Entraîneurs                       |
| ------------------------ | --------------------------------- |
| 1946–1947                | Pavel Korotkov                    |
| 1947–1960                | Anatoli Tarassov                  |
| 1960–1961                | Aleksandr Vinogradov              |
| 1961                     | Ievgueni Babitch                  |
| 1961–1963                | Anatoli Tarassov                  |
| 1963–1964                | Boris Koulaguine                  |
| 1964–1972                | Anatoli Tarassov                  |
| 1972                     | Boris Koulaguine                  |
| 1972–1975                | Anatoli Tarassov                  |
| 1975–1977                | Konstantin Loktev                 |
| 1977–1996                | Viktor Tikhonov                   |
| 1996–1998                | Aleksandr Sergueïevitch Voltchkov |
| 1998–2000                | Boris Mikhaïlov                   |
| 2001                     | Vladimir Kroutov                  |
| 2001–2002                | Irek Guimaïev                     |
| 2002                     | Vladimir Semionov                 |
| 2002–2004                | Viktor Tikhonov                   |
| 2004–2009                | Viatcheslav Bykov                 |
| 2009-2011                | Sergueï Nemtchinov                |
| 2011-février 2012        | Július Šupler                     |
| février 2012-mai 2012    | Viatcheslav Boutsaïev             |
| mai 2012 - décembre 2012 | Valeri Braguine                   |
| 2013 - 2014              | John Torchetti                    |
| 2014 - 2017              | Dmitri Kvartalnov                 |
| 2017 - 2021              | Igor Nikitine                     |
| 2021 -                   | Sergueï Fiodorov                  |

## Joueurs
La ligne d'attaque formée dans les années 1980 par Vladimir Kroutov, Igor Larionov et Sergueï Makarov est restée dans les mémoires sous le nom de Ligne KLM.

## Effectif 2022-2023
- Entraîneur : Sergueï Fiodorov.

| No    | Nom                     | Nat. | Position  | Arrivée |
| ----- | ----------------------- | ---- | --------- | ------- |
| +031, | Ivan Novojilov          |      | Gardien   |         |
| +033, | Dmitri Gamzine          |      | Gardien   |         |
| +036, | Adam Reideborn          |      | Gardien   |         |
| +039, | Aleksandr Charytchenkov |      | Gardien   |         |
| +066, | Daniil Dorianou         |      | Gardien   |         |
| +003, | Fredrik Claesson        |      | Défenseur |         |
| +008, | Dmitri Alekseïev        |      | Défenseur |         |
| +018, | Nikolaï Makarov         |      | Défenseur |         |
| +044, | Darren Dietz            |      | Défenseur |         |
| +045, | Vladislav Provolnev     |      | Défenseur |         |
| +055, | Bogdan Kisselevitch     |      | Défenseur |         |
| +073, | Iaroslav Dyblenko       |      | Défenseur |         |
| +077, | Artiom Douda            |      | Défenseur |         |
| +088, | Vladimir Groudinine     |      | Défenseur |         |
| +089, | Nikita Nesterov         |      | Défenseur |         |
| +083, | Artiom Sergueïev        |      | Défenseur |         |
| +007, | Matveï Gouskov          |      | Attaquant |         |
| +009, | Anton Slepychev         |      | Attaquant |         |
| +011, | Vitali Abramov          |      | Attaquant |         |
| +013, | Prokhor Poltapov        |      | Attaquant |         |
| +015, | Pavel Karnaoukhov       |      | Attaquant |         |
| +016, | Sergueï Plotnikov       |      | Attaquant |         |
| +025, | Mikhaïl Grigorenko      |      | Attaquant |         |
| +027, | Maksim Sorkine          |      | Attaquant |         |
| +050, | Danil Iourtaïkine       |      | Attaquant |         |
| +062, | Kirill Doljenkov        |      | Attaquant |         |
| +063, | Takhir Mingatchiov      |      | Attaquant |         |
| +071, | Konstantin Okoulov      |      | Attaquant |         |
| +087, | Andreï Svetlakov        |      | Attaquant |         |
| +094, | Vladislav Kamenev       |      | Attaquant |         |
| +096, | Semion Pankratov        |      | Attaquant |         |
| +098, | Maksim Mamine           |      | Attaquant |         |